# Jorge Berlanga
Jorge García-Berlanga Manrique, conocido artísticamente como Jorge Berlanga (Madrid, 8 de agosto de 1958-Madrid, 9 de junio de 2011), fue un escritor y traductor español. Era hijo del cineasta Luis García Berlanga. 

## Biografía
Fue guionista de las últimas películas de su padre. Fue uno de los promotores y asiduos de la noche de la Movida madrileña, con su estilo dandy. Tradujo también obra del poeta americano Charles Bukowski. Fue gestor cultural de la Mostra de Valencia. Colaboró como columnista en ABC y, posteriormente, en La Razón. Falleció a raíz de una larga enfermedad del hígado. En los meses previos a su óbito, estaba preparando un musical en homenaje a la Movida llamado "A quién le importa". Francisco Umbral escribió sobre él: «Siempre he visto claramente que Jorge Berlanga había creado para sí el mito del columnista solitario y nocturno, a la sombra de una mujer cambiante y al sol del artículo mañanero». Estaba casado con Guillermina Royo-Villanova desde el 2 de octubre de 2010. Federico Jiménez Losantos lo calificó de «gran persona y gran periodista». Su sepelio se efectuó en Pozuelo de Alarcón.
Fue bisnieto del abogado y político Fidel García Berlanga (1859-1914), nieto del abogado y político José García-Berlanga (1886-1952), hijo del director de cine Luis García Berlanga (1921-2010) y hermano del músico Carlos Berlanga (1959-2002).
En 2009 fue diagnosticado con cáncer de hígado. Fue operado con éxito pero en 2010 se le reprodujo el cáncer con una metástasis que le causó la muerte el 9 de junio de 2011 a los 52 años de edad. Está enterrado en el cementerio de Pozuelo de Alarcón junto a sus padres y su hermano Carlos.

## Obras
Guionista
- Todos a la cárcel (1993), de Luis García Berlanga
- Villarriba y Villabajo (1994-1995) serie de TV
- París-Tombuctú (1999), de Luis García Berlanga
- Alas rotas (2002), de Carlos Gil
- Blasco Ibáñez, serie de TV

Novelas
- Un hombre en apuros